# Alberto Carneiro
Alberto Carneiro (São Mamede de Coronado, Santo Tirso, 20 de septiembre de 1937-Oporto, 15 de abril de 2017) fue un artista y escultor portugués..
Fue un importante escultor portugués contemporáneo, «autor de una obra en la que el arte y la vida son inseparables y dotada de una voz única en la que la ruralidad y la cercanía a la naturaleza, [...] se alían con su estudio y profunda implicación con la filosofía oriental».

## Biografía
Alberto Carneiro nació en Coronado, Trofa, Douro Litoral, en 1937. Entre 1947 y 1958 trabajó en talleres de arte religioso en su ciudad natal, introduciéndose en las técnicas de la madera, la piedra y el marfil. Cursó estudios secundarios en la Escuela de Artes Decorativas Soares dos Reis, en Oporto, y en la Escuela Artística António Arroio, en Lisboa.
En 1961 se inscribe en el curso de escultura de la Escuela Superior de Bellas Artes de Oporto (ESBAP), que termina en 1967. Al año siguiente marchó a Londres con una beca de la Fundación Calouste Gulbenkian para asistir a la Saint Martin's School of Art (1968-1970), donde fue alumno de Anthony Caro y Philip King.
En Londres entró en contacto con las nuevas tendencias artísticas que surgen a finales de la década de 1960, concretamente con el arte minimalista y conceptual británico. A partir de ahí, desarrolló proyectos innovadores para el contexto portugués, entre los que destacan O canavial: memória metamorfose de um corpo ausente (1968) y Uma floresta para os teus sonhos (1970), en los que abordó el Land Art. En palabras del crítico de arte, Alexandre Melo, «abandonaba la primacía del trabajo manual para considerar el proyecto conceptual, en una progresiva desmaterialización de la obra de arte» al tiempo que se aproximaba a las «filosofías orientales de la esencia y la naturaleza (budismo zen, tantrismo)». De ahí surge su Manifesto de Arte Ecológico, donde «repudia el dualismo occidental de sensualidad/espiritualidad y promueve la rehabilitación de las cosas más simples en el sentido de la comunicación estética».
En 1977 participó en la exposición Alternativa Zero, donde se pudo apreciar y valorar por vez primera en Portugal obras que «toman como referencia posiciones conceptuales y afines». Más allá de su obra plástica, elabora toda una referencia de escritos en los que señala los puntos genuinos del arte contemporáneo portugués que está surgiendo, «donde naturaleza, arte y cuerpo convergen en un discurso simultáneamente universal y personal».
Entre 1972 y 1976 impartió el curso de escultura en la ESBAP; de 1972 a 1985 fue responsable de la orientación artística y pedagógica del Círculo de Artes Plásticas de Coimbra (CAPC) y después impartió clases en la Facultad de Arquitectura da Universidad de Oporto (1985-1994).
Alberto Carneiro realizó múltiples exposiciones individuales y participó en grandes muestras, como la Bienal de Venecia (1976) y la Bienal de São Paulo (1977). Su obra fue objeto de cuatro importantes exposiciones antológicas: Fundaçión Calouste Gulbenkian, Lisboa, y Casa de Serralves, Oporto (1991); Museo Machado de Castro, Coimbra (2000); Centro Gallego de Arte Contemporáneo, Santiago de Compostela (2001); Museo de Arte Contemporáneo de Funchal (2003). En el Museo del Côa, una de las salas de exposición permanente presenta la escultura "Árvore-Mandala para os Gravadores do Vale do Côa".
Entre sus premios se encuentran el Premio Nacional de Escultura (1968) y el Premio Nacional de Bellas Artes de la Asociación Internacional de Críticos de Arte (AICA) (1985).  El 9 de junio de 1994 se le concedió el grado de Gran Oficial de la Orden del Infante Don Enrique y en 2013 el Museo de Arte Contemporáneo de Serralves presentó la exposición Alberto Carneiro: Arte Vida / Life Art - revelaciones de energías y movimientos de la materia.
Falleció el 15 de abril de 2017, a la edad de 79 años, en el Hospital S. João de Oporto, donde había sido hospitalizado tras una sucesión de diversos problemas de salud.